# Criel-sur-Mer

Criel-sur-Mer este o comună în departamentul Seine-Maritime, Franța. În 1 ianuarie 2022 avea o populație de 2.592 de locuitori.